# Saint-Étienne-de-Fursac
Saint-Étienne-de-Fursac è un comune francese di 861 abitanti situato nel dipartimento della Creuse nella regione della Nuova Aquitania.

## Società

### Evoluzione demografica
Abitanti censiti